# 安井淳一郎
安井 淳一郎（やすい じゅんいちろう、1968年3月16日 - ）愛知県出身の実業家。株式会社ヴィーナス・ファンド及び株式会社スポルト（ボウリング王国スポルト）の代表取締役社長。

## 家族
実父は明治電機工業株式会社の代表取締役会長であった安井善宏。

## 経歴
- 1990年　中央大学商学部会計学科卒業。

### ボウリング王国スポルト
元々は三井物産と ブランズウィック・コーポレーション（米国）の共同事業の『日本ブランズウィック』の ボウリング事業部が、2010年9月に三井物産がコシダカに株式売却し、グループ会社になった。2012年10月に、ボウリング事業の全株式をコシダカが、ヴィーナス・ファンドに売却、経営統合し、事業部を引き継ぎ、株式会社スポルトとなった。
ボウリング王国スポルトとして全国展開している。
- 会津店（会津若松市）
- 平店（いわき市）
- 飯能店（飯能市）
- 八景店（横浜市）
- 横須賀店（横須賀市）
- 岡谷店（岡谷市）
- 南アルプス店（南アルプス市）
- 江南店（江南市）
- 名古屋店（名古屋市）
- 今福店（大阪市城東区）
- 十三店（大阪市淀川区）
- 小郡店（山口市）
- 小倉店（北九州市）
- なかま店（中間市）
- 熊本店（熊本市）